# 帕维亚主教座堂

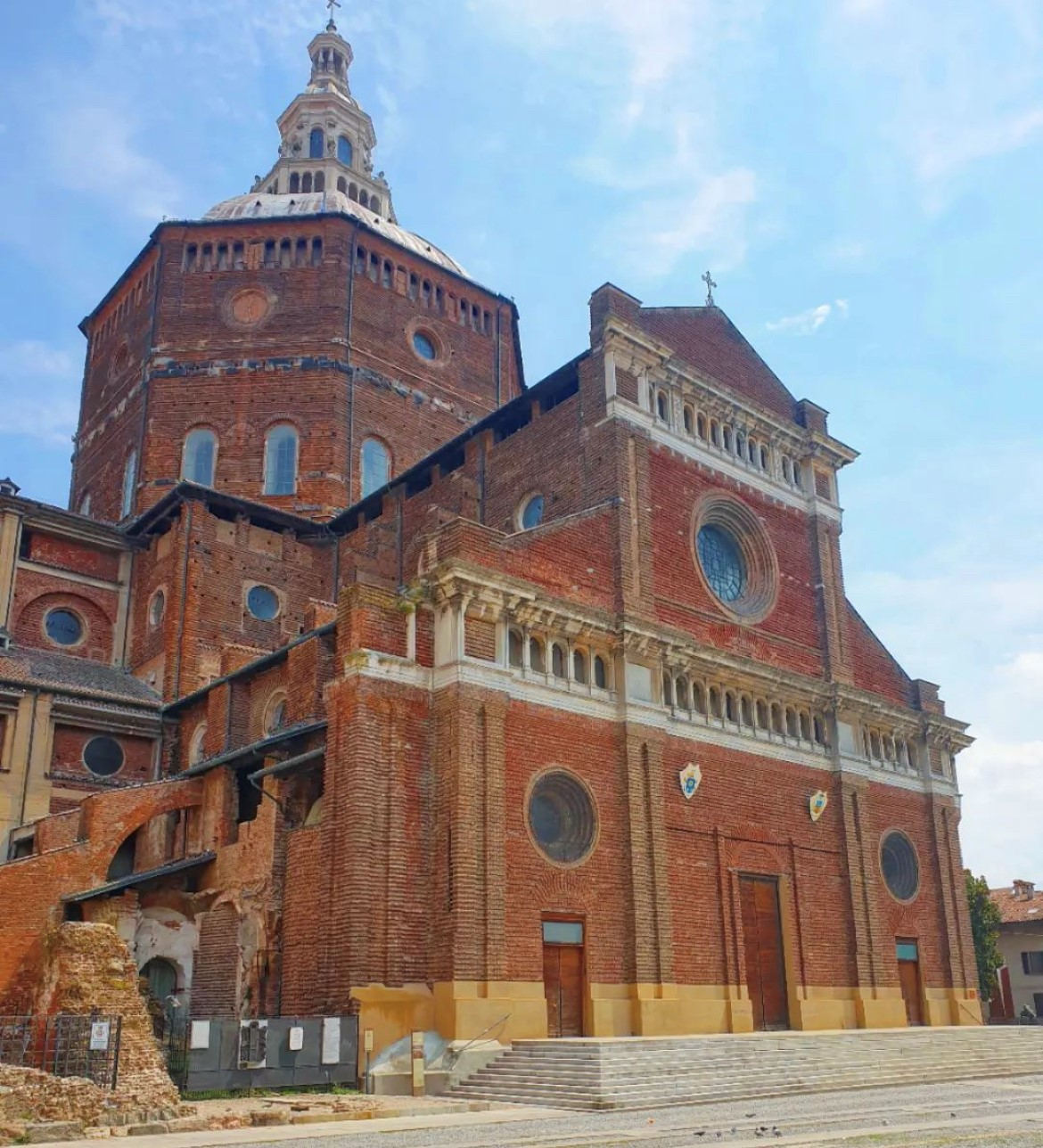
帕维亚主教座堂

帕维亚主教座堂（意大利语：Duomo di Pavia）是天主教帕维亚教区的主教座堂，位于意大利北部城市帕维亚。始建于1488年，建在原有2座罗曼式教堂的遗址上，首任建築師是克里斯托佛洛·羅齊(Cristoforo Rocchi)不久後由喬凡尼·安東尼奧·阿瑪迪奧(Giovanni Antonio Amadeo)和強·強科莫·多爾切伯諾(Gian Giacomo Dolcebuono)接手。一些细节至今尚未完成。主教座堂旁的城市塔（Torre Civica）建于1330年，1583年扩建，1989年3月17日倒塌。
这座教堂为希腊十字平面，长度和阔度相等，均为84米。
中央穹顶为八角形平面，高97 米，总重量达20,000 吨，其规模居意大利第四位，仅次于罗马圣伯多禄大殿、万神庙和佛罗伦萨主教座堂。
45°11′4.5″N 9°9′13″E / 45.184583°N 9.15361°E